# Diessen am Ammersee
Diessen am Ammersee (på tyska stavat Dießen) är en köping (Markt) i Landkreis Landsberg am Lech i Regierungsbezirk Oberbayern i förbundslandet Bayern i Tyskland. Staden är belägen vid sjön Ammersee. Köpingen har cirka 11 000 invånare. 

## Bildgalleri

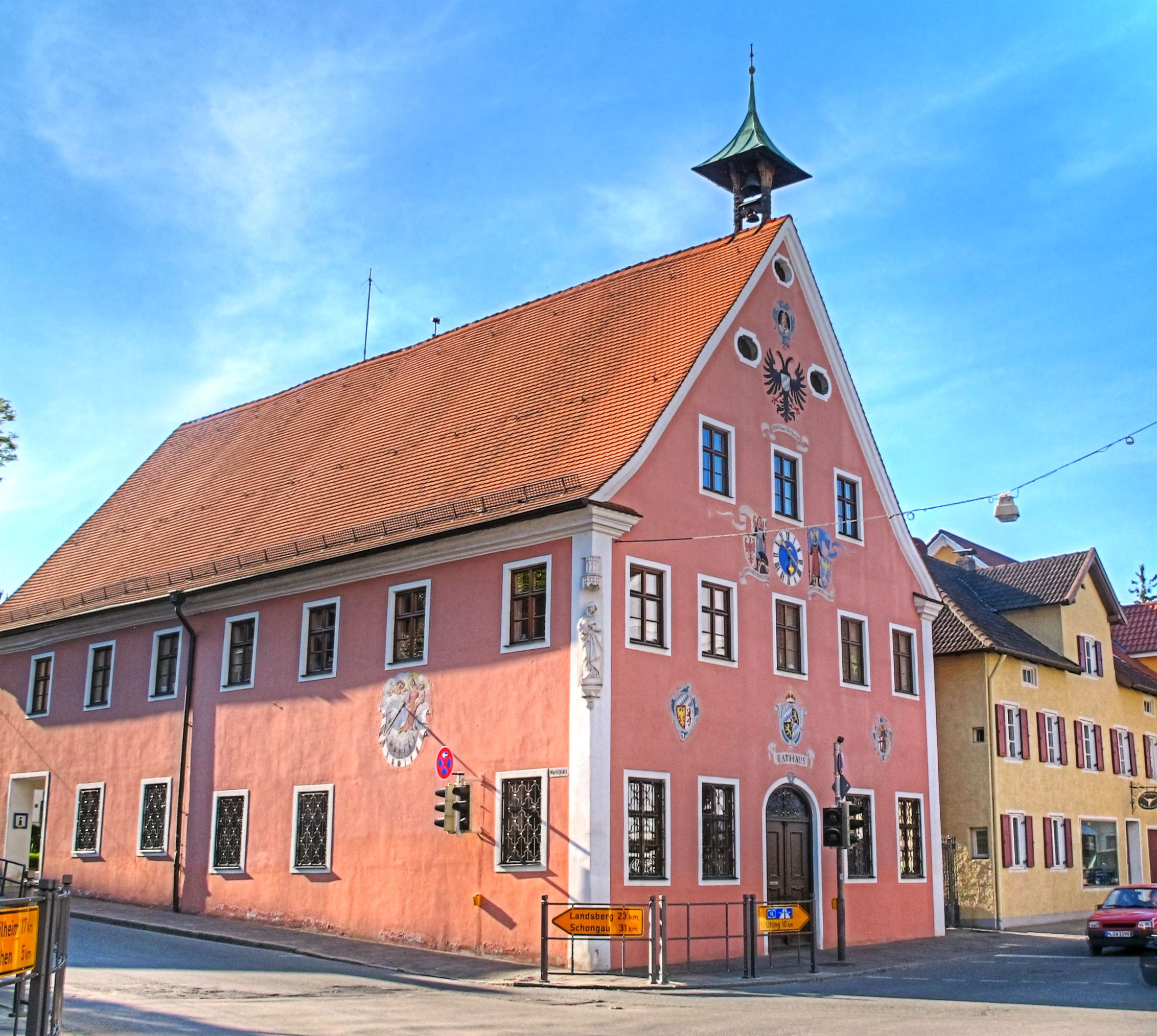
Rådhuset
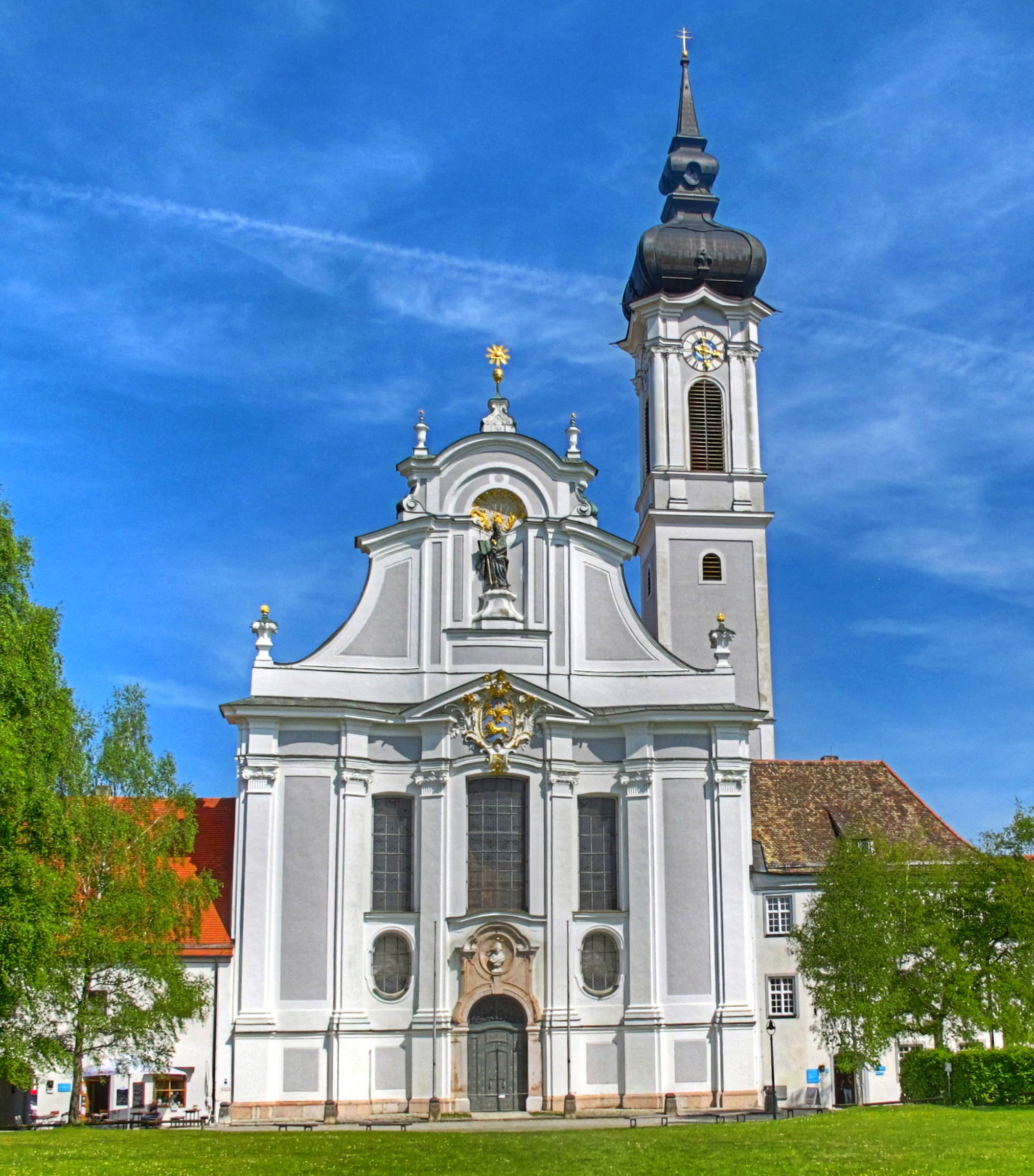
Klosterkyrkan Marienmünster
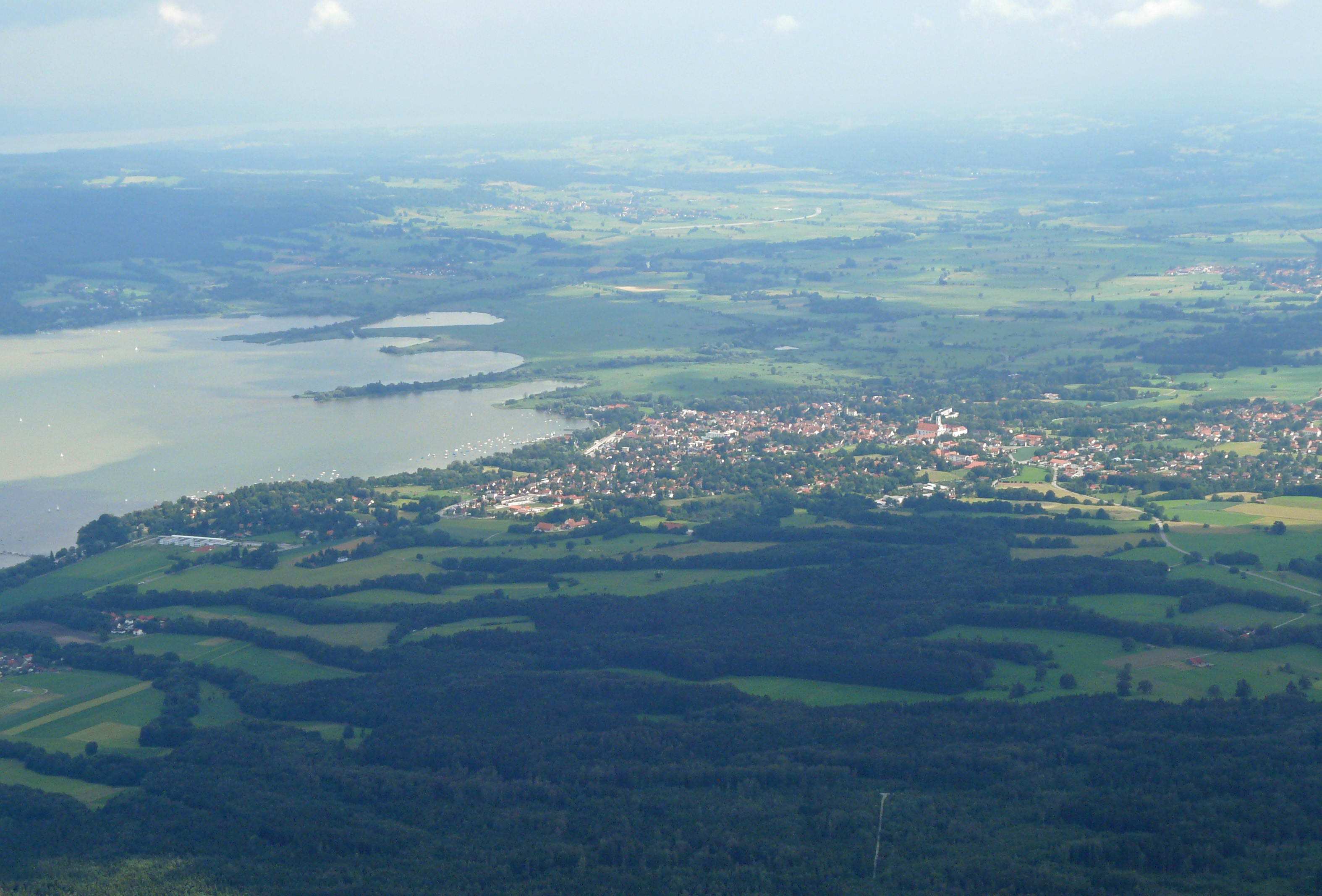
Diessen am Ammersee från norr
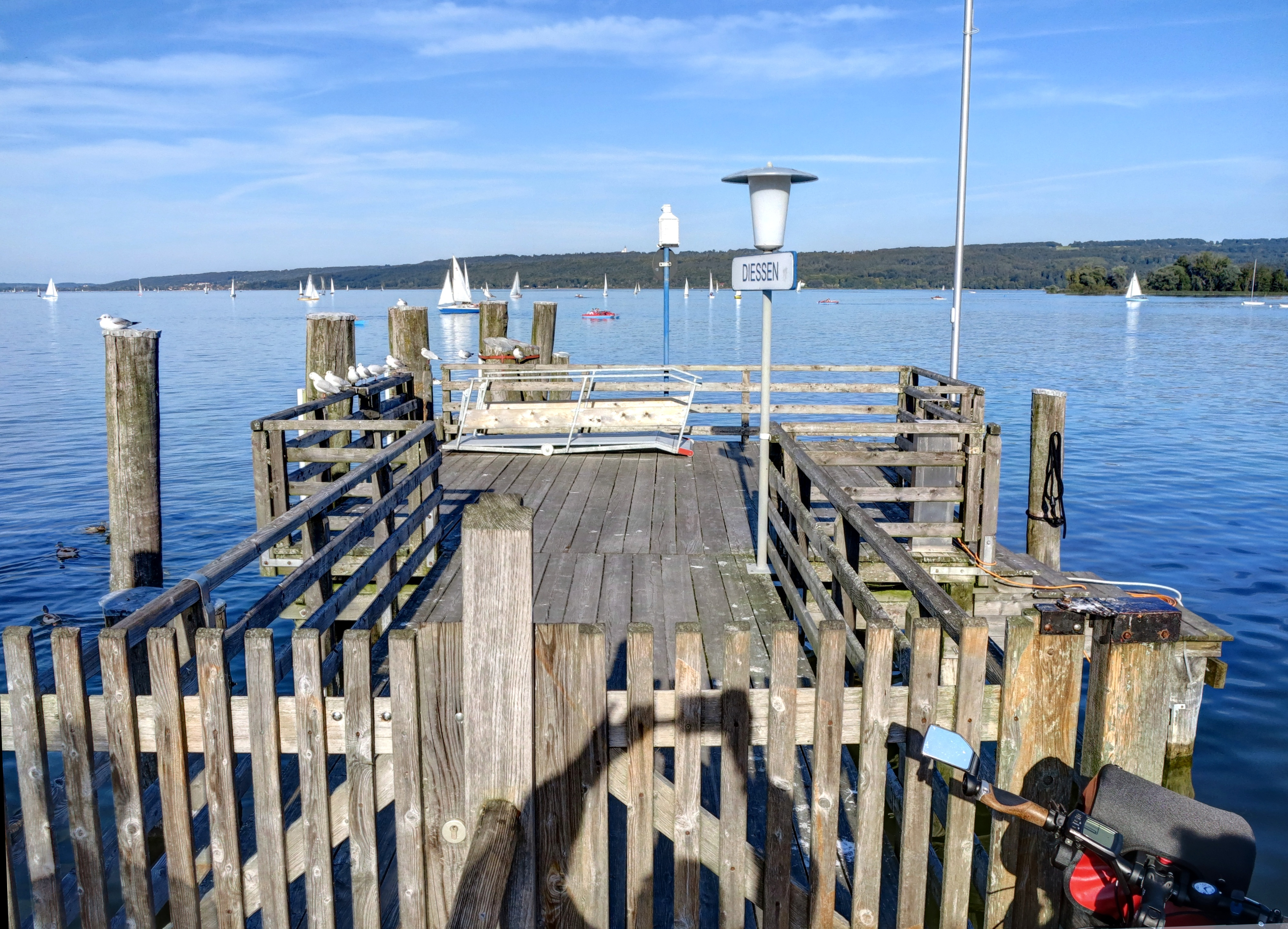
Båtbrygga vid Ammersee